# Henri Baels

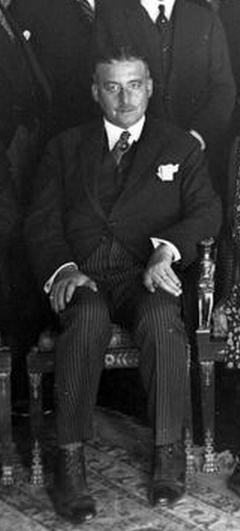
Henri Baels

Henri Baels (ur. 18 stycznia 1878, zm. 14 czerwca 1951) – belgijski polityk, armator. 
Mieszkał w Ostendzie, był armatorem. W tym mieście był radnym od 1912 do 1926. Był członkiem Partii Katolickiej. Od 1926 do 1931 minister rolnictwa Belgii, od 1926 do 1931 minister robót publicznych, od 1929 do 1931 minister spraw wewnętrznych i zdrowia. Od 1933 do 1940 Prowincji Flandria Zachodnia.
Jego żoną była Anne Marie de Visscher (1882-1950), z którą miał ośmioro dzieci: Mary Lilian Baels (1916-2000, druga żona króla Belgii Leopolda III), Elza Baels, Susanne Baels, Ludwina Baels, Walter Baels, Hermann Baels, Henry Baels, Lydia Baels.
Podczas pobytu w Polsce we wrześniu 1930 otrzymał Wielką Wstęgę Orderu Odrodzenia Polski.